# 布克哈特鎮區 (伊利諾伊州克里斯蒂安縣)
布克哈特鎮區（英語：Buckhart Township）是位於美國伊利諾伊州克里斯蒂安縣的一個行政鎮區。

## 地方資料
根據2010年美國人口普查的數據，布克哈特鎮區的面積為152.20平方千米，當中陸地面積為152.12平方千米，而水域面積為0.08平方千米。當地共有人口1736人，而人口密度為每平方千米11.41人。